# Juan Carlos Moreno Cabrera
Juan Carlos Moreno Cabrera (ur. 1956 w Madrycie) – hiszpański językoznawca. Zajmuje się typologią języków, językoznawstwem teoretycznym, syntaktyką i semantyką ogólną.
Od 1993 r. profesor lingwistyki ogólnej Uniwersytetu Autonomicznego w Madrycie.
Autor książek La dignidad e igualdad de las lenguas (2000) i El nacionalismo lingüístico (2008), przedstawiających krytykę dyskryminacji i nacjonalizmu językowego. Negatywnie ocenia hiszpański nacjonalizm językowy, określając go jako ideologię radykalną i wykluczającą, która faworyzuje język kastylijski kosztem innych języków Hiszpanii.

## Publikacje[1]
- Lógica formal y lingüística (Madrid, wyd. UAM, 1985)
- Fundamentos de sintaxis general (Madrid, Síntesis 1987)
- Lenguas del mundo (Madrid, Visor, 1990)
- La lingüística teórico-tipológica (Madrid, Gredos, 1995)
- Curso universitario de lingüística general I: Teoría de la gramática y sintaxis general (Madrid, Síntesis, 2000, wyd. 2)
- Curso universitario de lingüística general II: Semántica, pragmática, morfología y fonología (Madrid, Síntesis, 2000, wyd. 2)
- Diccionario de lingüística neológico y multilingüe (Madrid, Síntesis, 1998)
- Materiales para un curso de sintaxis general sobre la base de cuatro lenguas euroasiáticas (Madrid, wyd. UAM, 1998)
- La dignidad e igualdad de las lenguas: Crítica de la discriminación lingüística (Madrid, Alianza, 2006, wyd. 3)
- El universo de las lenguas (Madrid, Castalia, 2003)
- Semántica y gramática (Madrid, Antonio Machado Libros, 2003)
- Introducción a la lingüística (Madrid, Síntesis, 2004, wyd. 2)
- Las lenguas y sus escrituras (Madrid, Síntesis, 2005)
- De Babel a Pentecostés: Manifiesto plurilingüista (Barcelona, Horsori, 2006)
- El nacionalismo lingüístico: Una ideología destructiva (Barcelona, Península, 2008)
- Spanish is Different (Castalia, 2010).